# جک برادفورد (بازیکن فوتبال)
جک برادفورد (انگلیسی: Jack Bradford; ۹ آوریل ۱۸۹۵ – ۱۹۶۹ (۷۳−۷۴ سال)) بازیکن فوتبال اهل بریتانیا بود.
از باشگاه‌هایی که در آن بازی کرده‌است می‌توان به باشگاه فوتبال ولورهمپتون واندررز، باشگاه فوتبال گریمزبی تاون، و باشگاه فوتبال ای‌اف‌سی بورنموث اشاره کرد.